# 館山緑
館山緑（たてやま みどり、2月14日 - ）は、日本の作家（ライトノベル、ノベライズ、小説等）、ゲームシナリオライター、同人ゲーム企画制作者である。愛知県出身。

## 概要
- 1998年、ノベライズ『ブルーブレイカー 〜いつか聴いた音色〜 』（ムービック）第2巻でデビューをした。
- 2000年、ゲーム『記憶の海から 〜WATERMARK〜』からゲームシナリオを担当するようになった。
- 2001年、初のオリジナル作品『落下症候群』（ムービック）を刊行。元はWEB小説だった。

## 作品

### 小説
単行本化の際の加筆・書き下ろしや、復刊については記載していない。

#### オリジナル作品
- 落下症候群 - （ムービック、2001年9月）※WEB小説の書籍化
- 流され雛の朝 - （マイクロマガジン社、2005年5月）
- オリエンタル・ロマンス 騎士は花嫁を奪う - （プランタン出版、2010年1月）
- トリニティ・ロマンス 鈴蘭の花嫁と双子プリンス - （プランタン出版、2010年7月）
- しあわせな恋のはなし - （プランタン出版、2011年6月）
- 子爵探偵 甘い口づけは謎解きのあとで - （プランタン出版、2012年1月）
- プリンス・ギャンブラー 王子様は策略がお好き（インフォレスト、2012年4月）
- 誓約のマリアージュ 甘やかな束縛（インフォレスト 、2012年10月）
- 星の残像 化粧坂女学館の禁忌（granat（電子書籍のみ）、2013年6月）※TECH GIAN2004年6月号～2005年3月号連載の書籍化
- 王子様とワルツを くちづけは恋のはじまり（インフォレスト、2013年7月）
- 壁の中のside-B（granat（電子書籍のみ）、2018年5月）
- 君の居場所の向こうに何か（granat（電子書籍のみ）、2018年11月）※アンソロジーに寄稿した作品の短編集
- ヒヅメ坂の子供達（granat（電子書籍のみ）、2019年3月）
- 無音の海（granat（電子書籍のみ）、2019年12月）
- 隣を歩く君の足音（granat（電子書籍のみ）、2020年2月）※アンソロジーに寄稿、noteに掲載した作品の短編集
- 生贄リボン（granat（電子書籍のみ）、2021年3月）

#### ノベライズ作品
- ブルーブレイカー 〜いつか聴いた音色〜 - （ムービック、1998年5月）
- MOON. - ISBN 4896013875（ムービック、1998年7月）
- ONE 〜輝く季節へ〜 - （ムービック、全4巻〈1〉1998年7月：〈2〉1998年12月：〈3〉1999年4月：〈4〉2000年3月））
- エクソダスギルティー - （エニックス、全2巻〈上〉1999年3月：〈下〉1999年4月）
- キャンパス 〜桜の舞う中で〜 - ISBN 4896014391（ムービック、1999年7月）
- 終ノ空 -  ISBN 4896014634（ムービック、1999年12月）
- Ribbon2 〜Standard Edition〜 - （KKベストセラーズ、2000年1月）
- 記憶の海から 〜WATERMARK〜 - ISBN 489601488X（ムービック、2000年7月）
- 好きだよっ! - ISBN 4896015371（ムービック、2001年11月）
- おくさまは女子高生 - こばやしひよこ原作。（集英社、全2巻〈1〉2002年6月：〈2〉2002年11月）
- モエかん　リニア編  -（宙出版、2003年10月）
- インクルージョン - （ハーヴェスト出版、全3巻〈1〉2004年12月：〈2〉2005年1月：〈3〉2005年3月））
- 恋華草紙 幕末恋華・新選組短編集 - （マイクロマガジン社、全2巻〈上〉2005年9月：〈下〉2005年10月）
- ハートの国のアリス 〜ローズ・ティーパーティ〜 - （一迅社、2009年2月）
- クローバーの国のアリス 〜ガーディアン・ゲーム〜 - ドラマCD付き限定版＆通常版（一迅社、2009年6月）

### ゲームシナリオ
- 記憶の海から 〜WATERMARK〜 (2000/05/26)
- はんど☆メイド（一部キャラのみ）(2000/11/17)
- Memories Off 2nd（白河静流ルート）(2001/9/27)
- 屈折 (2002/02/15)
- Thread Colors〜さよならの向こう側〜 (2002/11/14)
- Memories Off 2nd for windows (非18禁) (白河静流ルート) (2002/12/13)
- Memories Off Duet 〜1st & 2nd stories〜 (PS2) (白河静流ルート) (2003/3/27)
- 漢のためのバイブル THE友情アドベンチャー-炎多留・魂-（改稿、追加シナリオ担当）(2003/10/30)
- Inclusion〜インクルージョン〜 (2004/10/29)
- 幕末恋華 新選組 (2004/12/22)
- FRAGMENTS BLUE (2006/1/19)
- マイネリーベII (2006/2/9)
- かしまし　〜ガール・ミーツ・ガール〜　「初めての夏物語。」 (2006/3/30)
- 消えた少年 (2007/6/1)
- xxxHOLiC 〜四月一日の十六夜草話〜 (2007/8/9)
- サモンナイト ツインエイジ 〜精霊たちの共鳴〜 (2007/8/30)
- ベル・アドミラル (2007/9/3)
- 閉ざされた学園 (2007/9/3)
- コードギアス 反逆のルルーシュ LOST COLORS (2008/3/27)
- 彼と秘密の保健室 (2008/7/7)
- 薄桜鬼 〜新選組奇譚〜 (2008/9/18)
- ヒイロノカケラ　新玉依姫伝承 (2009/10/1)
- 恋カノ☆ (2010/6/1)
- 文明開華 葵座異聞録 (2011/8/18)